# Каричак Віктор Ярославович
Віктор Ярославович Каричак — солдат Збройних сил України, учасник російсько-української війни, що загинув у ході російського вторгнення в Україну в 2022 році.

## Життєпис
Віктор Каричак народився 6 жовтня 2003 року в місті Мукачевому на Закарпатті. З початком повномасштабного військового вторгнення РФ в Україну, був призваний до лав Збройних Сил України. Обіймав військову посаду номера обслуги механізованого відділення, механізованого взводу, механізованої роти, механізованого батальйону 14-ї окремої механізованої бригади імені князя Романа Великого. Загинув Віктор Каричак 25 березня 2022 року. Чин прощання та похорону з полеглим проходив 1 квітня 2022 року в Успенському соборі міста Мукачево.

## Родина
У Віктора Каричака залишилися мама та бабуся.

## Нагороди
- Орден «За мужність» III ступеня (2022, посмертно) — за особисту мужність і самовіддані дії, виявлені у захисті державного суверенітету та територіальної цілісності України, вірність військовій присязі [4].